# Srebrinowo
Srebrinowo (bulgarisch Сребриново, vor 1934 Sarbinowo (Сърбиново)) ist ein Dorf in der Landgemeinde Panagjurischte im südwestlichen Bulgarien mit etwa 16 Einwohnern. Es liegt in der Oblast Pasardschik auf etwa 695 Metern über dem Meeresspiegel. Das Dorf liegt abgelegen in der Saschtinska Sredna Gora, dem westlichen Höhenzug der Sredna Gora, und ist etwa 25 Kilometer Autofahrt westlich vom Verwaltungssitz der Gemeinde in Panagjurischte entfernt.
Srebrinowo trug noch bis zum Putsch in Bulgarien 1934 durch die rechtsnationale Organisation Zveno unter der Führung von Kimon Georgiew und der im selben Jahr radikal durchgesetzten Verwaltungsreform den Namen Sarbinowo (Сърбиново; alternativ transkribiert Serbinowo/Srbinowo).